# Altmärkisches Intelligenz- und Leseblatt
Das Altmärkische Intelligenz- und Leseblatt war eine deutsche regionale Tageszeitung in der Altmark.

## Geschichte
Nach Anläufen im 18. Jahrhundert, die nur kurzen Bestand hatten, begann eine durchgängige Tageszeitungspublikation in Stendal mit der ersten Ausgabe des Amts- und Intelligenz-Blatt für das erste Departement der Königl. Preußischen Provinzen zwischen der Elbe und Weser vom 4. Januar 1814, einem achtseitigen Werk in A5-Format. Zunächst zweimal pro Woche, dienstags und freitags, erschienen die spätere Tageszeitung im Stendaler Verlag Franzen und Grosse, der seine Druckerei zu dieser Zeit in der Weberstraße 360 hatte (heute in etwa Hausnummer 12). Zunächst wurden vor allem militärische „Bekanntmachungen der öffentlichen Behörden unentgeltlich“ veröffentlicht, daneben kostenpflichtige Anzeigen aufgenommen.
In den Anfangsjahren wurde der Name des Blattes mehrfach geändert, über Altmärkisches Amts- und Intelligenzblatt (1815) und Altmärkisches Intelligenzblatt (1817) schließlich 1818 zur beständigen Form Altmärkisches Intelligenz- und Leseblatt.
Erst 1898 erschien mit Der Altmärker ein Konkurrenzblatt auf dem lokalen Zeitungsmarkt.
Das Altmärkische Intelligenz- und Leseblatt erschien bis Februar 1919, Nachfolger wurde die Altmärkische Tageszeitung.